# سنجاب پرنده جنوبی
سنجاب پرنده جنوبی (نام علمی: Glaucomys volans) نام یک گونه از سرده سنجاب پرنده بر جدید است.